# René Derency
René Derency, né le 27 mai 1925 à Sochaux et mort le 18 octobre 1954 à Nantes, est un ancien joueur français de basket-ball.

## Biographie
René Derency joue à quinze reprises pour l'équipe de France entre 1948 et 1951, marquant 66 points. En 1948, il remporte la médaille d'argent aux Jeux olympiques d'été à Londres. En club, il évolue sous les couleurs de l'Avant-garde laïque de Fougères et pour l'ABC Nantes. Il décède des suites d'un accident de voiture en octobre 1954, à l'âge de 29 ans.

## Palmarès
Équipe de France
- 15 sélections entre 1948 et 1951
- Jeux olympiques d'été
  -  médaille d'argent aux Jeux olympiques 1948 à Londres